# ヤエル・アラド
ヤエル・アラド（ヘブライ語: יעל ארד 、英: Yael Arad、1967年5月1日 - ) は、イスラエルのテルアビブ出身の柔道選手。現役時代は61kg級の選手。

## 人物
1991年の世界選手権では3位となった。翌年の1992年バルセロナオリンピックでは準決勝で世界チャンピオンであるドイツのフラウケ・アイコフを合技で破るが、決勝ではフランスのカトリーヌ・フローリに1-2の判定で敗れたものの、イスラエルの選手としてオリンピックの全種目を通して初めてのメダルを獲得した。1993年の世界選手権では、決勝でベルギーのジェラ・バンデカバイエに体落の効果で敗れた。1996年アトランタオリンピックでは、準々決勝で恵本裕子に内股で技ありを取られて5位に終わった。その後引退すると、2021年にはイスラエルオリンピック委員会の会長となった。

## 主な戦績
56kg級での戦績
- 1984年 - 世界選手権　7位
- 1988年 - ドイツ国際　2位
- 1988年 - イギリス国際　3位

61kg級での戦績
- 1989年 - イギリス国際　3位
- 1989年 - ヨーロッパ選手権　3位
- 1990年 - フランス国際　2位
- 1990年 - ドイツ国際　3位
- 1991年 - フランス国際　3位
- 1991年 - イギリス国際　2位
- 1991年 - ヨーロッパ選手権　3位
- 1991年 - 世界選手権　3位
- 1992年 - フランス国際　優勝
- 1992年 - ベルギー国際　優勝
- 1992年 - オーストリア国際　優勝
- 1992年 - バルセロナオリンピック　2位
- 1993年 - イギリス国際　2位
- 1993年 - ヨーロッパ選手権　優勝
- 1993年 - 世界選手権　2位
- 1994年 - 福岡国際　3位
- 1995年 - 世界選手権　5位
- 1996年 - ロシア国際　優勝
- 1996年 - アトランタオリンピック　5位